# Drassodes dregei
Drassodes dregei är en spindelart som beskrevs av William Frederick Purcell 1907. Drassodes dregei ingår i släktet Drassodes och familjen plattbuksspindlar. Inga underarter finns listade i Catalogue of Life.